# Saille
Saille is een Belgische blackmetalband die werd opgericht in 2009 door Dries Gaerdelen. De naam Saille komt uit het oud-Iers alfabet Ogham en betekent treurwilg.
Saille heeft bekendheid verworven door het verwerken van klassieke instrumenten (zoals cello, viool, kornet, eufonium) in de arrangementen en deze ook echt te gebruiken bij de opnamen. Zij maken tevens gebruik van diverse zangstijlen, zowel black screams en death growls, maar ook gewone zang kan voorkomen.

## Geschiedenis

### Oprichting (2009-2010)
In eerste instantie zou het bij een eenmalig project van Dries Gaerdelen (keyboards) blijven. Tijdens de opnamen van het debuut in 2009 groeide echter het idee
om toch een actieve band te formeren. Een volledige formatie werd samengesteld tijdens de zomer van 2010. De samenwerking met Jonathan Vanderwal (gitaar en zang) was een logisch gevolg van eerdere projecten. Kort na aanvang werd Gert Monden (drums) toegevoegd. Tijdens de studiosessies kwamen zij in contact met Reinier Schenk (gitaar).

### Irreversible Decay (2011)
De opnamen van het eerste album Irreversible Decay begonnen aan het eind van 2009 in Shumcot Studio, België. Aangezien verschillende klassiek geschoolde muzikanten moesten worden opgenomen in de studio liepen de opnamen over vele maanden. Het debuut was klaar in september 2010.
Op 4 maart 2011 werd Irreversible Decay uitgebracht op het Italiaanse platenlabel Code666 Records.
Sailles allereerste optreden vond plaats in januari 2011. Als gevolg van de vele goede recensies en de inmiddels bekende, solide live-reputatie kon Saille over het hele land veel optreden.
Als promotie voor het debuut werd een officiële videoclip uitgebracht in maart 2011, voor het nummer "Plaigh Allais".
In november van hetzelfde jaar besloot Jonathan Vanderwal (zang) Saille te verlaten, omdat hij zich niet geroepen voelde als frontman van de band. Hij werd onmiddellijk opgevolgd door Dennie Grondelaers.
Veelvuldig optreden bezorgde de band reeds in juni 2012 een plaats op het befaamde jaarlijkse festival 'Graspop Metal Meeting'. In december 2012 verschenen zij nog op 'EMM - Eindhoven Metal Meeting', een ander jaarlijks evenement.

### Ritu (2013)
In juli 2012 ging Saille opnieuw naar Shumcot Studio voor de opnamen van het tweede album. Met teksten geïnspireerd door doodsrites in oude culturen, in combinatie met Dennie Grondelaers’ (zang) belangstelling voor H.P. Lovecraft en Cthulhu, ademt deze tweede plaat een veel donkerder atmosfeer uit. Wederom werden klassiek geschoolde muzikanten uitgenodigd om de onvervangbare echte klanken toe te voegen van flügelhorn, cello, viool, theremin, tuba, trombone en zoveel meer.
Het was eveneens de terugkeer van Jonathan Vanderwal, deze keer als gitarist. Hij verving Yves Callaert, die de band vlak voor de opnamen had verlaten. Na twee maanden van intensieve opnamesessies werd de finale mix in september 2012 naar de Noorse masteringspecialist Tom Kvålsvoll (Strype Audio) gestuurd, bekend van het masteren van onder meer de blackmetalklassiekers Mayhem, Emperor en Arcturus.
Op 18 januari 2013 verscheen Ritu als een digipakeditie.
Na de verschijning van het tweede album werd het een extreem druk jaar voor Saille. Zij deden hun allereerste tournee in januari 2013, met de Transylvaanse blackmetallegende Negura Bunget, gevolgd door meerdere optredens in België en Nederland, als support voor bands als Textures, Von, Winterfylleth en The Monolith Death Cult. Wederom werd een officiële promotievideo opgenomen van de openingstrack "Blood Libel" en uitgebracht in juni 2013.
In de zomer werd Saille uitgenodigd op te treden op verscheidene festivals, zoals AMF (met Napalm Death), Vlamrock (met Exhumed, Belphegor, Rotting Christ) en Metal Méan (met Marduk, Dying Fetus). Het laatste werd zelfs gefilmd en opgenomen voor een live-video, die aan het einde van het jaar uitkwam.
In september ging Saille naar het Verenigd Koninkrijk om enkele optredens te doen als voorprogramma van Winterfylleth, een Britse band die inmiddels als bevriend werd beschouwd sinds hun eerste ontmoeting op Graspop 2012. In deze periode werd Kevin De Leener bekendgemaakt als de nieuwe, permanente drummer. Saille bracht in november 2013 nogmaals een officiële videoclip uit, een live-opname van de track "Tephra", opgenomen op het eerder genoemde festival in Méan.
Het laatste optreden in 2013 vond plaats in Denemarken, als belangrijkste band op het Black Winter Fest in Kopenhagen.

### Eldritch (2014)
Zonder de optredens te onderbreken werd er aan een nieuw album gewerkt. Net als het voorgaande jaar werd er intensief gespeeld in België en Nederland, maar in april ging Saille nogmaals naar Engeland voor een minitournee, deze keer samen met Ethereal (Verenigd Koninkrijk).
Andere noemenswaardige optredens in dat jaar waren onder meer het Tongeren Metal Fest (met Asphyx en Angel Witch), een optreden als support voor Carach Angren (Nederland) en het voorprogramma van de (The True) Mayhem. In juli lukte het Saille eindelijk ook om in Duitsland te spelen.
In mei 2014 begonnen de opnamen voor Eldritch. Het album werd deze keer in verschillende studio's opgenomen, om een grotere verscheidenheid te bereiken voor elke groep van instrumenten. Wederom werden klassieke instrumenten opgenomen en tussen de reeds eerder vernoemde instrumenten bevonden zich deze keer ook een vleugelpiano, een honderd jaar oude pianola en kleine zangkoren. Mixing en mastering werden uitbesteed aan Klas Blomgren uit Zweden (bekend van zijn werk voor onder meer Svarts laatste cd).
In oktober 2014 werd Kristof Van Iseghem toegevoegd aan de bezetting als bassist.
Eldritch kwam uit op 10 november 2014 en werd wederom uitgebracht door Code666 als een digipak. Als promotie voor deze cd werd een driedaagse tournee in België en Nederland opgezet met Winterfylleth. Een support voor 1349 (Noorwegen) en een optreden op ‘Eindhoven Metal Meeting’ (voor de tweede keer) sloten het jaar succesvol af voor Saille.
2015 is het jaar waarin Saille een grote groei vertoonde en steeds grotere optredens mocht doen. Zij deelden het podium met bands als Moonspell, SepticFlesh, Eye of Solitude, Impaled Nazarene, Nargaroth, Dødheimsgard, Thulcandra, Cradle of Filth en meer in België, Nederland en in het UK.
In mei ging Saille mee voor een deel van een tour met Negura Bunget en Northern Plague, met de bedoeling zo ook Frankrijk en Spanje voor de eerste keer te bezoeken.
In het daaropvolgende 'festival seizoen' konden zij spelen op festivals in Molins de Rei/Barcelona, Spanje in juni, op het beroemde Britse Bloodstock Open Air, in Nederland en ook in Oostenrijk (voor de eerste keer) in augustus.
Een officiële videoclip van ‘Aklo’ zag het levenslicht in augustus 2015.
De optredens gingen continu door in 2016, maar deze keer met als hoofddoel Duitsland: Saille speelde op Dark Easter Metal Meeting (München in maart, Ragnarök Festival (Lichtenfels) in april en Summer Breeze Open Air (Dinkelsbühl) in augustus. Tussendoor was Saille ook te zien op Incineration Fest, Londen, UK.
Tijdens deze periode lieten zowel Jonathan Vanderwal (gitaar), als Dries Gaerdelen (keyboards) weten dat zij om persoonlijke redenen niet langer deel konden blijven uitmaken van Saille.
In juli werd Collin Boone als permanente vervanger als gitarist geïntroduceerd. De band liet maakte ook bekend verder te gaan als vijfmansformatie vanaf nu.
In september 2016 kondigde Saille aan bezig te zijn met de opname van het 4de album 'Gnosis', dat in maart 2017 zal verschijnen.

## Bandleden

### Huidige leden
- Reinier Schenk - gitaar (september 2009 – heden)
- Kristof Van Iseghem – bas (October 2014 – present)

### Voormalige leden
- Yves Callaert - gitaar (oktober 2010 – augustus 2012)
- Gert Monden - drums (september 2009 – september 2013)
- Didier Vancampo - bas (oktober 2010 – augustus 2014)
- Jonathan Vanderwal - gitaar (zang september 2009 - 2011 & gitaar september 2012 – mei 2016)
- Dries Gaerdelen - keyboards (juni 2009 – augustus 2016)
- Dennie Grondelaers – vocals (December 2011 – July 2017)
- Kevin De Leener - drums  (September 2013 – September 2017)
- Yoeri Gemeen - drums (December 2017 – July 2019)
- Xavier De Schuyter – vocals (July 2017 – August 2019)
- Guillaume Singer - gitaar (April 2018 – September 2019)

## Discografie
- 2011 - Irreversible Decay - Code666 Records
- 2013 - Ritu - Code666 Records
- 2014 - Eldritch - Code666 Records
- 2017 - Gnosis - Code666 Records